# مرض فوهي
المرض الفوهي (بالإنجليزية: Ostial disease)‏ ويُسمى تضيق الفوهة التاجية، هو انسداد في الفوهة التاجية، ويحدث بسبب عدة عوامل، مِن ضمنها التصلب العصيدي، الزهري، داء كاواساكي والتهاب الشرايين تاكاياسو.